# Gianni Minà
Gianni Minà (Torino, 17 maggio 1938 – Roma, 27 marzo 2023) è stato un giornalista, scrittore e conduttore televisivo italiano.
Annoverato tra i più importanti giornalisti italiani, collaborò con quotidiani e settimanali italiani e stranieri, realizzò centinaia di reportage per la Rai, ideò e condusse programmi televisivi, girò film documentari su Che Guevara, Muhammad Ali, Fidel Castro, Rigoberta Menchú, Silvia Baraldini, il subcomandante Marcos, Diego Armando Maradona.
Minà fu editore e direttore della rivista letteraria Latinoamerica e tutti i sud del mondo dal 2000 al 2015: fu anche direttore della collana di Sperling & Kupfer Continente desaparecido, dedicata a realtà e autori latinoamericani. Pubblicò numerosi libri sull'America Latina.
Nel 2003 fu eletto nell'assemblea della SIAE e fece parte del comitato che ideò e realizzò Vivaverdi, la rivista degli autori italiani. Nel 2007 ricevette il Premio Kamera della Berlinale per la carriera, il più prestigioso premio al mondo per documentaristi.

## Biografia
Iniziò la carriera giornalistica in ambito sportivo nel 1959 a Tuttosport, di cui fu poi direttore dal 1996 al 1998. Nel 1960 esordì alla Rai come collaboratore dei servizi sportivi per le Olimpiadi di Roma. Nel 1965, dopo aver collaborato al rotocalco televisivo di genere sportivo Sprint, diretto da Maurizio Barendson, iniziò a realizzare reportage e documentari per rubriche che hanno evoluto il linguaggio giornalistico della televisione, come TV7, AZ, un fatto come e perché, i Servizi speciali del TG, Dribbling, Odeon. Tutto quanto fa spettacolo, Gulliver.
Minà seguì otto mondiali di calcio e sette olimpiadi, oltre a decine di campionati mondiali di pugilato, fra cui quelli, diventati storici, dell'epoca di Muhammad Ali. Realizzò una Storia del Jazz in quattro puntate, programmi sulla musica popolare centro e sudamericana (come per esempio Caccia al bisonte con Gianni Morandi) e una storia sociologica e tecnica della boxe in 14 puntate, intitolata Facce piene di pugni.
Fu tra gli ideatori del programma L'altra domenica con Maurizio Barendson e Renzo Arbore. Nel 1976, dopo 17 anni di precariato, venne assunto al TG2, diretto da Andrea Barbato, e iniziò a raccontare la grande boxe e l'America dello show-business, ma anche i conflitti sociali delle minoranze. In quegli stessi anni ebbero inizio i reportage dall'America Latina che hanno caratterizzato la sua carriera. Nel 1978, mentre seguiva come cronista il campionato mondiale di calcio, venne ammonito e poi espulso dall'Argentina per aver fatto domande sui desaparecidos al capitano di vascello Carlos Alberto Lacoste (capo dell'ente per l'organizzazione dell'evento) durante una conferenza stampa, e aver cercato anche di raccogliere informazioni.
Dopo aver collaborato a due cicli di Mixer di Giovanni Minoli, dal 1981 al 1984 fu autore e conduttore di Blitz, un programma innovativo di Rai 2 che occupava tutta la domenica pomeriggio e nel quale intervennero fra gli altri Federico Fellini, Giulietta Masina, Sergio Leone, Eduardo De Filippo, Robert De Niro, Jane Fonda, Betty Faria, Gabriel García Márquez, Enzo Ferrari, Fabrizio De André, Giorgio Gaber, Léo Ferré, Tito Schipa Jr. e Muhammad Ali, che Minà seguì in tutta la sua carriera e al quale avrebbe poi dedicato un lungometraggio intitolato Cassius Clay, una storia americana.
Nel 1983 recitò il ruolo di se stesso nel film Sing Sing di Sergio Corbucci, accanto a Enrico Montesano e Vanessa Redgrave. Nel 1987 intervistò una prima volta per 16 ore il presidente cubano Fidel Castro, in un documentario dal quale fu tratto un libro pubblicato in tutto il mondo. Da quello stesso incontro fu ricavato Fidel racconta il Che, un reportage nel quale il leader cubano per la prima e unica volta raccontò l'epopea di Ernesto Che Guevara. L'intervista fu ripetuta nel 1990, dopo il tramonto del comunismo. I due incontri furono riuniti nel libro Fidel. Il prologo alla prima intervista con Fidel Castro fu scritto da Gabriel García Márquez; quello alla seconda, dallo scrittore brasiliano Jorge Amado.
Nel 1991 realizzò il programma Alta classe, una serie di profili di grandi artisti come Ray Charles, Pino Daniele, Massimo Troisi e Chico Buarque de Hollanda. Nello stesso anno presentò La Domenica Sportiva e ideò il programma di approfondimento Zona Cesarini, che seguiva la tradizionale rubrica riservata agli eventi agonistici. Fra i suoi documentari di maggior successo, si ricordano soprattutto quelli di carattere sportivo su personaggi come Nereo Rocco, Diego Maradona, Michel Platini, Ronaldo, Carlos Monzón, Nino Benvenuti, Edwin Moses, Tommie Smith, Lee Evans, Pietro Mennea e Muhammad Ali.
Nel 1992 incominciò un ciclo di opere rivolte all'America Latina:
- Storia di Rigoberta, sul Nobel per la pace Rigoberta Menchú (premiato a Vienna in occasione del summit per i diritti umani organizzato dall'ONU);
- Immagini dal Chiapas (Marcos e l'insurrezione zapatista) presentato al Festival di Venezia del 1996;
- Marcos: aquí estamos (un reportage in due puntate sulla marcia degli indigeni Maya dal Chiapas a Città del Messico con un'intervista esclusiva con il subcomandante Marcos realizzata insieme allo scrittore Manuel Vázquez Montalbán);
- Il Che quarant'anni dopo, ispirato alla vicenda politica e umana di Ernesto Che Guevara.

Alle elezioni politiche del 1994 fu candidato per i Progressisti, in quota La Rete, nel collegio uninominale della Camera di Palermo-Capaci, con capolista Antonino Caponnetto: ottenne il 33.01% dei voti, senza essere eletto.
Collaboratore per anni dei quotidiani la Repubblica, l'Unità, Corriere della Sera e il Manifesto, Minà realizzò dal 1996 al 1998 il programma televisivo Storie, dove intervennero tra gli altri il Dalai Lama, Jorge Amado, Luis Sepúlveda, Martin Scorsese, Naomi Campbell, John John Kennedy, Pietro Ingrao; programma dal quale furono tratti due libri. Un suo saggio, Continente desaparecido, realizzato con interviste a Gabriel García Márquez, Jorge Amado, Eduardo Galeano, Rigoberta Menchú, mons. Samuel Ruiz García, Frei Betto e Pombo e Urbano, compagni sopravvissuti a Che Guevara in Bolivia, ha dato il titolo a una collana di opere sull'America Latina edita dalla Sperling & Kupfer.
Nel 2001 Minà firmò Maradona: non sarò mai un uomo comune, un reportage-confessione di 70 minuti con Diego Maradona alla fine dell'anno più sofferto per l'ex calciatore. Nel 2004 realizzò un progetto inseguito per otto anni e basato sui diari giovanili di Ernesto Guevara e del suo amico Alberto Granado quando, nel 1952, attraversarono in motocicletta l'America Latina, partendo dall'Argentina e proseguendo per il Sud del Cile, il deserto di Atacama, le miniere di Chuquicamata, l'Amazzonia peruviana, la Colombia e il Venezuela. Dopo aver collaborato al film tratto da questa avventura e intitolato I diari della motocicletta (diretto da Walter Salles e prodotto da Robert Redford e Michael Nozik), Minà diresse il lungometraggio In viaggio con Che Guevara, ripercorrendo con l'ottantenne Alberto Granado quell'avventura mitica. L'opera, oltre a essere invitata al Sundance Festival, alla Berlinale e ai Festival di Annecy, di Morelia (Messico), di Valladolid e di Belgrado, vinse il Festival di Montréal e in Italia il Nastro d'argento (il premio della critica).
Nel 2003 Minà scrisse Un mondo migliore è possibile, un saggio sulle idee germogliate al Forum sociale mondiale di Porto Alegre che hanno cambiato l'America Latina. L'opera fu tradotta in lingua spagnola, portoghese e francese. Per la Sperling & Kupfer diede alle stampe Politicamente scorretto, un giornalista fuori dal coro, raccolta di suoi articoli e saggi pubblicati tra il 1990 e il 2007 su la Repubblica, l'Unità, il Manifesto, Latinoamerica, costituenti un autentico esercizio di controinformazione sugli avvenimenti più diversi e controversi dei primi anni del terzo millennio. Nel 2007 Minà, per la GME Produzioni S.r.l., Rai Trade e La Gazzetta dello Sport, fece uscire Maradona, non sarò mai un uomo comune, la storia del calciatore argentino in 10 DVD. L'opera, con 1 200 000 copie vendute, si è rivelata record di vendite nei successivi dieci anni.
Nel 2008 produsse il film documentario Cuba nell'epoca di Obama, un viaggio nella Cuba del passato con interviste a personaggi come lo scrittore Roberto Fernández Retamar o la ballerina classica Alicia Alonso, e in quella del futuro, con interviste alle nuove generazioni nelle scuole d'avanguardia. Questo documentario fece vincere a Minà il suo secondo Nastro d'argento nel 2012. Sempre nel 2008 andò in onda su Rai 3 La stagione dei Blitz, un programma in 10 puntate, parziale rivisitazione del primo anno del programma di Minà Blitz, ovvero la stagione televisiva 1983-1985. Nel 2014 uscì Il mio Alì, un libro-raccolta di articoli scritti da Minà su Muhammad Alì dal 1971 in poi, pubblicato da Rai Eri e distribuito da Rizzoli.
Dal 2000 al 2015 Minà diresse con Alessandra Riccio la rivista letteraria Latinoamerica e tutti i sud del mondo, un trimestrale di geopolitica dove hanno scritto gli intellettuali più prestigiosi del continente americano. Nel 2015 Minà produsse Papa Francesco, Cuba e Fidel, un reportage sulla storica visita del Pontefice argentino avvenuta a Cuba nel settembre del 2015, con il quale vinse, nel 2016, l'Award of Excellence all'ICFF di Toronto, Canada. Sempre nel 2016, Minà produsse L'ultima intervista a Fidel Castro, della durata di 40 minuti, effettuata alcuni mesi prima della scomparsa dello storico leader cubano.
Nel 2017 uscì il libro-intervista Così va il mondo, con Giuseppe De Marzo, dove Minà raccontò cinquant'anni di giornalismo con un'attenzione particolare ai diritti dei più deboli e a chi si ribella alle ingiustizie in Italia, negli Stati Uniti, in America Latina, ovunque. Nel 2020 Minà pubblicò l'autobiografia Storia di un boxeur latino, edito da Minimum fax, e nel 2021 il libro Maradona non sarò mai un uomo comune, per la stessa casa editrice. Nel 2022, per la regia di Loredana Macchietti e con la collaborazione di Minà stesso, uscì il documentario Gianni Minà una vita da giornalista, prodotto da Format e Rai Cinema.
Morì dopo una breve malattia cardiaca a Roma, il 27 marzo 2023, presso la clinica Villa del Rosario. Il 29 marzo alla camera ardente aperta al Palazzo Senatorio, presso la sala della Protomoteca in Campidoglio, gli resero omaggio tanti esponenti del giornalismo e artisti, insieme a gente comune. Il funerale si svolse a Roma in forma privata il giorno seguente, officiato da fra Francesco Brasa guardiano del santuario della Verna. Riposa nel cimitero del Verano.
Prima della sua scomparsa volle istituire la "Fondazione Gianni Minà", che ha come scopo la valorizzazione del suo patrimonio editoriale e documentaristico. Minà inoltre lasciò un libro fotografico sulla sua vita professionale dal titolo Fame di storie, edito dalla Roberto Nicolucci Editore e dedicato alle nuove generazioni. RaiPlay ha trasmesso la serie Gianni Minà cercatore di storie, curata da Loredana Macchietti, che vuole essere una scelta ragionata sul patrimonio che Minà ha lasciato a Rai Teche, dagli anni 1960 a fine anni 1990.

## Vita privata
Ebbe tre figlie: la maggiore, Marianna, nacque dal primo matrimonio. In seconde nozze Minà sposò Loredana Macchietti, che gli diede Francesca Emilia e Paola Emilia.
Era tifoso del Torino.

## Opere
- Il racconto di Fidel, Milano, Mondadori, 1988. ISBN 88-04-30887-7
- Fidel, Milano, Sperling & Kupfer, 1991. ISBN 88-200-1154-9
- Fidel. Presente e futuro di una ideologia in crisi analizzati da un leader storico, Roma, l'Unità, 1994.
- Un continente desaparecido, Milano, Sperling & Kupfer, 1995. ISBN 88-200-1783-0
- Fidel Castro. La sua vita, la sua avventura in due interviste storiche, Milano, Sperling & Kupfer, 1996. ISBN 88-200-2267-2
- Marcos e l'insurrezione zapatista, con Jaime Avilés, Milano, Sperling & Kupfer, 1997. ISBN 88-200-2504-3
- Storie, Milano, Sperling & Kupfer-Roma, RAI-ERI, 1997. ISBN 88-200-2380-6
- Il papa e Fidel, Milano, Sperling & Kupfer, 1998. ISBN 88-200-2696-1
- Storie e miti dei Mondiali, con Darwin Pastorin, Modena, Panini, 1998. ISBN 88-7686-951-4
- Testimoni del tempo, Milano, Sperling & Kupfer-Roma, RAI-ERI, 1999. ISBN 88-200-2709-7
- Un mondo migliore è possibile, Milano, Sperling & Kupfer, 2002. ISBN 88-200-3391-7
- Il continente desaparecido è ricomparso, Milano, Sperling & Kupfer, 2005. ISBN 88-200-3554-5
- Politicamente scorretto. Riflessioni di un giornalista fuori dal coro, Milano, Sperling & Kupfer, 2007. ISBN 978-88-200-4203-5
- Il mio Alì, Roma, Rai Eri, RCS, 2014, ISBN 978-88-17-08096-5
- Così va il mondo, con Giuseppe De Marzo, Torino 2017, ISBN 9788865791271
- Storia di un boxeur latino, Torino, Minimum Fax 2020, ISBN 9788833891651
- Maradona, non sarò mai un uomo comune, Roma, minimum fax 2021, ISBN 9788833892504
- Fame di storie, Roberto Nicolucci Editore, Napoli, 2023, ISBN 9791255420057

## Programmi TV
- Blitz (Rete 2, 1981)
- Facce piene di pugni (Rai 1, 1984)
- XXV anniversario delle Olimpiadi di Roma (Rai 1, 1985)
- Concerto per Stava (Rai 1, Rai 3, 1985)
- Una vita da goal (Rai 1, 1986)
- Atleta d'oro 1986 (Rai 1, 1987)
- Notte per uno scudetto (Rai 1, 1987)
- Quando calienta el sol (Rai 1, 1987)
- Bussola Days, il mondo spettacolare di Sergio Bernardini (Rai 1, 1987)
- Domani si gioca - L'altro spettacolo (Rai 3, 1988)
- Sanremo in the World (Rai 1, 1989)
- Un mondo nel pallone (Rai 1, 1989-1990)
- Donne in America Latina (Rai 1, 1990)
- Momenti di gloria (Rai 1, 1990)
- Io e il mondiale (Rai 1, 1990)
- Telethon (Rai 1, 1990-1992)
- Io e le Olimpiadi (Rai 1, 1990)
- Merci beaucoup Gorni Kramer (Rai 2, 1991)
- Alta classe (Rai 1, 1991-1992)
- La Domenica Sportiva (Rai 1, 1991-1992)
- Zona Cesarini (Rai 1, 1991-1992)
- Tortuga (Rai 3, 1992)
- Noi maggiorenni (Rai 1, 1993)
- Ieri, oggi e... domani? (Rai 3, 1993)
- Il mondiale americano (Rai, 1994)
- Concerto del Primo Maggio (Rai 2, 1996-1997)
- Storie (Rai 2, 1997-1998)

## Filmografia
- Sing Sing, regia di Sergio Corbucci (1983) – se stesso nel primo episodio
- In viaggio con Che Guevara, regia di Gianni Minà – documentario (2003)
- Gianni Minà. Una vita da giornalista – docufilm (2022)

## Riconoscimenti
- Nel 1981 il presidente Sandro Pertini gli consegnò il premio Saint-Vincent come miglior giornalista televisivo dell'anno.
- Nel 2004 ha vinto, per il film documentario In viaggio con Che Guevara, il primo premio nel settore documentari al Festival di Montréal, il Nastro d'argento in Italia.
- Nello stesso anno gli sono stati assegnati il premio Flaiano e il premio Vittorini per il giornalismo televisivo.
- Nel 2007 ha vinto per la collezione di documentari Cuban Memories il premio Berlinale Kamera alla carriera al Festival di Berlino e il premio alla carriera al Festival di Siviglia.
- Il 28 luglio 2009 il comune di Castelbuono, paese d'origine del nonno paterno, gli ha conferito la cittadinanza onoraria.
- Nel 2010 al Giffoni Film Festival gli è stato conferito il "premio speciale Vittorio Mezzogiorno" da Giovanna Mezzogiorno.
- Nel 2012 ha vinto la targa Nastri d'argento, settore documentari, per l'opera Cuba nell'epoca di Obama («Per l'infaticabile, enciclopedica, unica capacità di raccontare controcorrente nel giornalismo mondiale la realtà sociale e politica di Cuba con un'appassionante ricerca, anche cinematografica.»).
- Sempre nello stesso anno, il 15 luglio, gli è stato conferito il "premio Trabucchi d'Illasi alla Passione Civile", 6ª edizione.[6]
- Nel 2016 per il documentario Papa Francesco, Cuba e Fidel ha vinto all'ICFF di Toronto, Canada, l'Award of Excellence.
- Nel 2017 ha vinto il 3° Nastro d'argento alla carriera.
- L'8 giugno 2019 il sindaco di Napoli Luigi de Magistris gli ha conferito la cittadinanza onoraria napoletana.[7]
- Il 12 luglio dello stesso anno ha ricevuto la laurea honoris causa dal Centro sperimentale di cinematografia di Roma.

## Onorificenze
* Commendatore della Repubblica Italiana, conferitagli dal Presidente della Repubblica Giorgio Napolitano.